# Behaimia cubensis
Behaimia cubensis är en ärtväxtart som beskrevs av August Heinrich Rudolf Grisebach. Behaimia cubensis ingår i släktet Behaimia och familjen ärtväxter. Inga underarter finns listade i Catalogue of Life.